# Rothesay Open Nottingham 2023
Die Rothesay Open 2023 waren ein WTA-Tennisturnier der WTA Tour 2023 für Damen und ein ATP-Tennisturnier der ATP Challenger Tour 2023 für Herren in Nottingham und fanden parallel vom 12. bis 18. Juni 2023 statt.

## Damenturnier
→ Qualifikation: Rothesay Open Nottingham 2023/Damen/Qualifikation